# Chiridiella gibba
Chiridiella gibba är en kräftdjursart som beskrevs av Deevey 1974. Chiridiella gibba ingår i släktet Chiridiella och familjen Aetideidae. Inga underarter finns listade i Catalogue of Life.